# Союз журналистов Санкт-Петербурга и Ленинградской области
Сою́з журнали́стов Санкт-Петербурга и Ленинградской области — независимая общественная организация, объединяющая журналистов двух регионов. Союз журналистов был образован в 1957 году в Ленинграде.

## История создания
История Союза берет начало с конца 1950-х годов. После создания Союза журналистов СССР в городах страны, в том числе и в Ленинграде, возникают его отделения.
Организационное бюро Ленинградского отделения Союза журналистов СССР было основано в 1957 г. (этому событию посвящено сообщение ЛенТАСС от 20.08.1957 г.), а в 1959 г. состоялась учредительная конференция журналистов Ленинграда и области, на которой было выбрано правление Ленинградского отделения Союза журналистов СССР.
Базой для создания сегодняшнего Союза стало Ленинградское отделение СЖ СССР.

## Смена названий
В 1968 году созданное в 1957-м отделение СЖ было переименовано в Ленинградскую организацию Союза журналистов СССР. Это название просуществовало до 1989 года, когда СЖ был переименован в Ленинградский Союз журналистов. (Союз журналистов Ленинграда.)
В 1992 году в связи с возвращением городу исторического названия Союз был переименован в Общественное объединение «Санкт-Петербургский Союз журналистов».
В 1998 году, по решению съезда и в связи с перерегистрацией учредительных документов, Союз меняет название на Межрегиональную общественную организацию «Санкт-Петербургский творческий Союз журналистов».
В 2007 году название Союза снова меняется — теперь в нём наряду с Петербургом обозначен и «47 регион» РФ. При том, что журналисты Ленинградской области и в прежние годы входили в Союз. С этого времени организация осуществляет свою деятельность, как МОО «Союз журналистов Санкт-Петербурга и Ленинградской области».

## Цели и задачи
Основные задачи Союза сформулированы в Уставе организации. Среди них:
защита журналистов при исполнении ими профессионального долга, решение творческих и этических проблем, материальная и социальная поддержка ветеранов Союза и представителей СМИ, журналистская учёба, проведение творческих конкурсов.
Например, в 2006-м СЖ выступил с жестким заявлением по поводу инцидента с избиением фотокорреспондента Евгения Асмолова во время «Русского марша». В результате, было принято решение о разработке для сотрудников СМИ специальных жилетов, предназначенных для работы на митингах и массовых мероприятиях.
Что касается журналистской учёбы, то в 2011 году на базе Союза журналистов создан образовательный центр для представителей СМИ.

## Структура
Правление, Секретариат и Председатель Союза
По Уставу СЖ, его руководящие органы — председатель и Правление — избираются один раз в четыре года на Съезде Союза журналистов. На первом после избрания Пленуме Правления СЖ избирается состав Секретариата СЖ.
В советский период руководство организации определяла конференция журналистов Ленинграда и области.

Первым председателем оргбюро Ленинградского Союза журналистов в 1959 году был избран редактор «Ленинградской правды» М. С. Куртынин, заместителем — ответственный секретарь редакции журнала «Пропагандист» С. Е. Никитин, секретарем — заведующий Ленинградским отделением «Последних известий» Всесоюзного радио М. Л. Фролов.
Председатели прошлых лет:

В советское время Ленинградскую организацию Союза журналистов СССР возглавляли:

1957 — 1971 — Куртынин, Михаил Степанович (1911—1976);
1973 — 1989 — Варсобин, Андрей Константинович (1927—2003).
Оба совмещали два поста — главы СЖ и главного редактора газеты «Ленинградская правда».

В постсоветское время Союз журналистов возглавляли:

1989—1994 — Ежелев, Анатолий Степанович (1932—2012). 1989—1991 гг. — народный депутат СССР от Союза журналистов, член Верховного Совета СССР, был председателем подкомитета по правам человека, после августа 1991 г. — Комитета по правам человека и политическим свободам; был лауреатом премии СЖ СССР. Занимал пост генерального директора АОЗТ "Издательский дом «Час Пик».

1994—2002 — Сидоров Игорь Александрович (на момент избрания был главным редактором газеты «Санкт-Петербургское Эхо»).
Игорь Сидоров отказался баллотироваться на следующий срок в связи с переходом на другую работу — председателем совета директоров газеты «Известия — Петербург».

2002—2004 — Владимир Борисович Угрюмов (на момент избрания председателем — главный редактор газеты «Вечерний Петербург»).
Досрочно покинул должность председателя Союза из-за громкого скандала, связанного с передачей УК «Питер» в доверительное управление здания Дома журналиста.

2004—2011 — Константинов Андрей Дмитриевич (генеральный директор Агентства журналистских расследований).
Известный писатель и журналист Андрей Константинов (Баконин) дважды избирался председателем СЖ — в 2004-м и в 2007-м.
Весной 2004 года Андрея Константинова в председатели Союза выдвинули его коллеги — секретари Правления СЖ во время судьбоносного заседания Секретариата СЖ, на котором обсуждалась судьба Дома журналиста. После избрания на съезде СЖ председателем Андрей Константинов заявил: «Моя основная задача на новом посту — разрешение вопроса по Дому журналистов». В мае 2004 г. благодаря вмешательству губернатора Петербурга Валентины Матвиенко журналистам вернули дом.
18 мая 2011 г. Андрей Константинов объявил о решении не выставлять свою кандидатуру на предстоящих выборах главы организации. Позже, объясняя причины такого решения, он сказал «<…>еще 8 лет назад говорил, что моя задача разобраться со статусом Дома журналиста, после этого я уйду».
С июня 2011 года Союз журналистов Петербурга и Ленинградской области возглавляла президент ЗАО «Интерфакс — Северо-Запад» Фомичёва Людмила Дмитриевна. (29 мая 2015 года делегаты VIII Съезда Союза избрали Л.Фомичеву председателем СЖ на второй срок).
Людмила Фомичева в одном из своих интервью отметила, что возглавляемая ею организация должна стать частью гражданского общества, а также наладить диалог с властью. Спустя год после избрания глава СЖ сказала: «Наметились очень позитивные сдвиги. Смольный возвращает практику, при которой журналисты входят в комиссии по распределению грантов и субсидий. Предложения по конкретным кандидатурам мы дали, движение навстречу есть, плотно работаем с комитетом по печати».
Заместителем председателя СЖ в 2011-м стал Андрей Анатольевич Ершов, главный редактор газеты «КоммерсантЪ» в Санкт-Петербурге. После съезда Союза 2015 года сохранил статус зам. председателя СЖ.
Неизменным ответственным секретарем Правления СЖ в течение долгих лет была Елена Сергеевна Шаркова. 16 июля 2015 года она скоропостижно скончалась.
В апреле 2021 года организацию возглавил Андрей Альбертович Радин, которого избрал председателем X (внеочередной) съезд Союза журналистов Петербурга и Ленинградской области. Заместителем председателя была избрана Наталья Сергеевна Черкесова.

## Членство в СЖ
Во времена существования Союза журналистов СССР его членами могли быть журналисты, фотокорреспонденты, художники, редакторы, работающие в печати, на радио и телевидении, в информационных агентствах, издательствах не менее 3 лет и проявившие высокое профессиональное мастерство.
Согласно уставу Союза журналистов СПб и ЛО, зарегистрированному в 2009 г., были расширены рамки членства в Союзе: теперь помимо журналистов, членами организации могут стать претенденты, занимающиеся научно-исследовательской, преподавательской или организаторской деятельностью в сфере журналистики.
К концу 80-х годов организация насчитывала свыше двух тысяч членов, а по состоянию на 2011 год — почти 2500 членов.
В 2011 году Союз журналистов объявил перерегистрацию своих членов, которая все ещё продолжается.

## Петербургский Дом журналиста
История Союза журналистов прочно связана с Домом журналиста, который берет своё начало с Дома Печати, учрежденного в 1926 году на набережной р. Мойки, 94.
В советский период истории Ленинградский Дом журналиста несколько раз менял адреса. С конца 50-х — до конца 70-х — он располагался на Моховой улице, а в 1972 году его постоянным адресом становится Невский проспект, 70.
Здание Дома журналиста — бывший особняк генерала И. О. Сухозанета — построено в 20-х гг. XIX в. (архитектор Д. Квадри).
До открытия на Невском, 70 Домжура здесь работал институт с труднопроизносимым названием «Союзтрансмашпроект». «Не слишком отделанным и вылизанным был тогда Домжур — таким уж достался от советской власти. Но зато здесь проходили самые забойные пресс-конференции, каждый здесь мог надеяться на помощь в трудную минуту», — вспоминает экс-председатель Союза журналистов Игорь Сидоров.
Именно в ЛДЖ заседали творческие секции СЖ (очерка и публицистики, фотокорреспондентов, издательских работников, телевидения и документального кино и др.), 13 комиссий (международная, по работе с молодыми журналистами, совет ветеранов печати и др.). Проводились встречи с деятелями науки и культуры, организовывались выставки. Здесь были установлены мемориальные доски в память о погибших в годы войны ленинградских журналистах. В 1958-м был открыт первый в стране Университет рабочих корреспондентов (к 1990 г. его окончили около 5 тыс. человек), создан знаменитый факультет фотокорреспондентов, существующий ныне как самостоятельные от СЖ курсы (проект фотожурналиста Павла Маркина).
В 2004 году Союз журналистов чуть было не потерял особняк из-за огромных долгов. По трехстороннему соглашению, заключенному между КУГИ Центрального района, Союзом журналистов и управляющей компанией «Питер», Домжур на ближайшие пять лет переходил в доверительное управление к последней. Из-за скандала председатель СЖ Владимир Угрюмов ушёл в отставку. Губернатор Валентина Матвиенко вмешалась в ситуацию. В результате, УК «Питер» отказалась от своих прав на особняк.
В мае 2006 года на Невском пр., 70 началась реставрация. На эти цели из бюджета Петербурга выделено 3,5 миллиона долларов. Губернатор Петербурга Валентина Матвиенко посетила Дом журналиста, чтобы лично проконтролировать процесс реконструкции здания.
Ремонт отразился на деятельности Союза журналистов, однако пока было возможно здесь проходили пресс-конференции, заседания руководства Союза, творческих секций и жюри конкурса «Золотое перо».
В 2007 году Дом журналиста в Петербурге снова поменял владельца. Новый хозяин — АНО «Санкт-Петербургский центр информационной поддержки», созданный под эгидой городского правительства. Фактически это означало переход Домжура в ведение Смольного.
Стройка на Невском, 68, по соседству с особняком Сухозанета, привела к тому, что историческое здание начало буквально трещать по швам.
Весной 2012 года начались противоаварийные работы, затем в здании продолжится реставрация.
Для сотрудников Союза журналистов день 11 июля 2012 года стал последним рабочим днем в здании на Невском, 70. Легендарный Дом журналиста закрылся на реконструкцию на несколько лет. На время реконструкции ДЖ Союз временно разместился на Садовой, 38.
Проект реконструкции Дома журналиста, предполагающий создание атриума во дворе, нарушает закон об объектах культурного наследия, такое мнение высказали несколько экспертов.
Дом журналиста на Невском, 70, останется в ведении Союза. В этом депутата Законодательного Собрания Санкт-Петербурга Марину Шишкину заверил в своем ответе на запрос парламентария вице-губернатор Игорь Метельский.
«Мы хотим, чтобы в ДЖ кипела жизнь, — сказала в интервью председатель Союза журналистов Людмила Фомичева. — В Домжуре должны появиться медиацентр, электронная библиотека, залы для работы. Словом, дом должен зажить полноценной жизнью. И это будет не только в интересах журналистского сообщества, но и в интересах всего города».
14 декабря 2012 г. скоропостижно скончался Анатолий Моргунов (1945—2012), директор АНО «Санкт-Петербургский центр информационной поддержки», в управлении которого находится Дом журналиста.
С 1 января 2013 г. АНО «Санкт-Петербургский центр информационной поддержки» возглавил Андрей Чистяков.
Городские власти обещают, что Домжур вновь распахнет свои двери 1 сентября 2016 г. Губернатор Петербурга Георгий Полтавченко, представляя в ЗакСе проект бюджета города на 2016 год, упомянул о ДЖ, который уже несколько лет закрыт на ремонт. На объекте постоянно проходят выездные заседания с участием руководства города, журналистов часто приглашают ознакомиться с ходом работ. Так, в июне 2015 года вице-губернатор Санкт-Петербурга Игорь Албин проинспектировал ход работ по реставрации Дома на Невском, 70, и заявил, что реставрация должна быть идеальной.
24 декабря 2016 года в Санкт-Петербурге открыли отреставрированный Дом журналиста.

## Издательская деятельность
Под издательством Ленинградского СЖ было выпущено немало книг.
Но наиболее заметна в этом ряду изданная в 1997-м книга «Вольный сын эфира: Репортаж-воспоминание» (сост. Олег Сердобольский) о мэтре российской радиожурналистики Матвее Фролове, стоявшем у истоков создания в Ленинграде Союза журналистов (11 декабря 2014 г. в Доме радио прошло торжественное заседание клуба репортеров «Шариковая ручка» в память о легендарном ленинградском радиожурналисте).
Союз журналистов «приложил руку» к зарождению на берегах Невы нескольких газет. Например, в партнёрстве Союза журналистов и Лениздата в феврале 1989 года появляется уникальная по своему формату газета — дайджест «24 часа».
В 90-е — во время зарождения новой демократической прессы — СЖ поддерживает инициативу ленинградских журналистов, взявшихся за создание новой городской газеты. 26 февраля 1990-го выходит первый номер еженедельника «Час Пик». Поначалу редакция газеты размещалась в Доме журналиста.
На протяжении нескольких лет СЖ издавал информационный бюллетень «Невский, 70». Затем печатным органом Союза становится газета «Петербургский Союз журналистов». Сегодня Союз является учредителем зарегистрированного электронного периодического издания.